# Ascarat
Ascarat – miejscowość i gmina we Francji, w regionie Nowa Akwitania, w departamencie Pireneje Atlantyckie.
Według danych na rok 1990 gminę zamieszkiwały 294 osoby, a gęstość zaludnienia wynosiła 51 osób/km² (wśród 2290 gmin Akwitanii Ascarat plasuje się na 886. miejscu pod względem liczby ludności, natomiast pod względem powierzchni na miejscu 1377.).